# Luusika soo
Luusika soo är en sumpmark i Estland.   Den ligger i landskapet Jõgevamaa, i den centrala delen av landet, 120 km sydost om huvudstaden Tallinn.